# Ryan Hunter-Reay

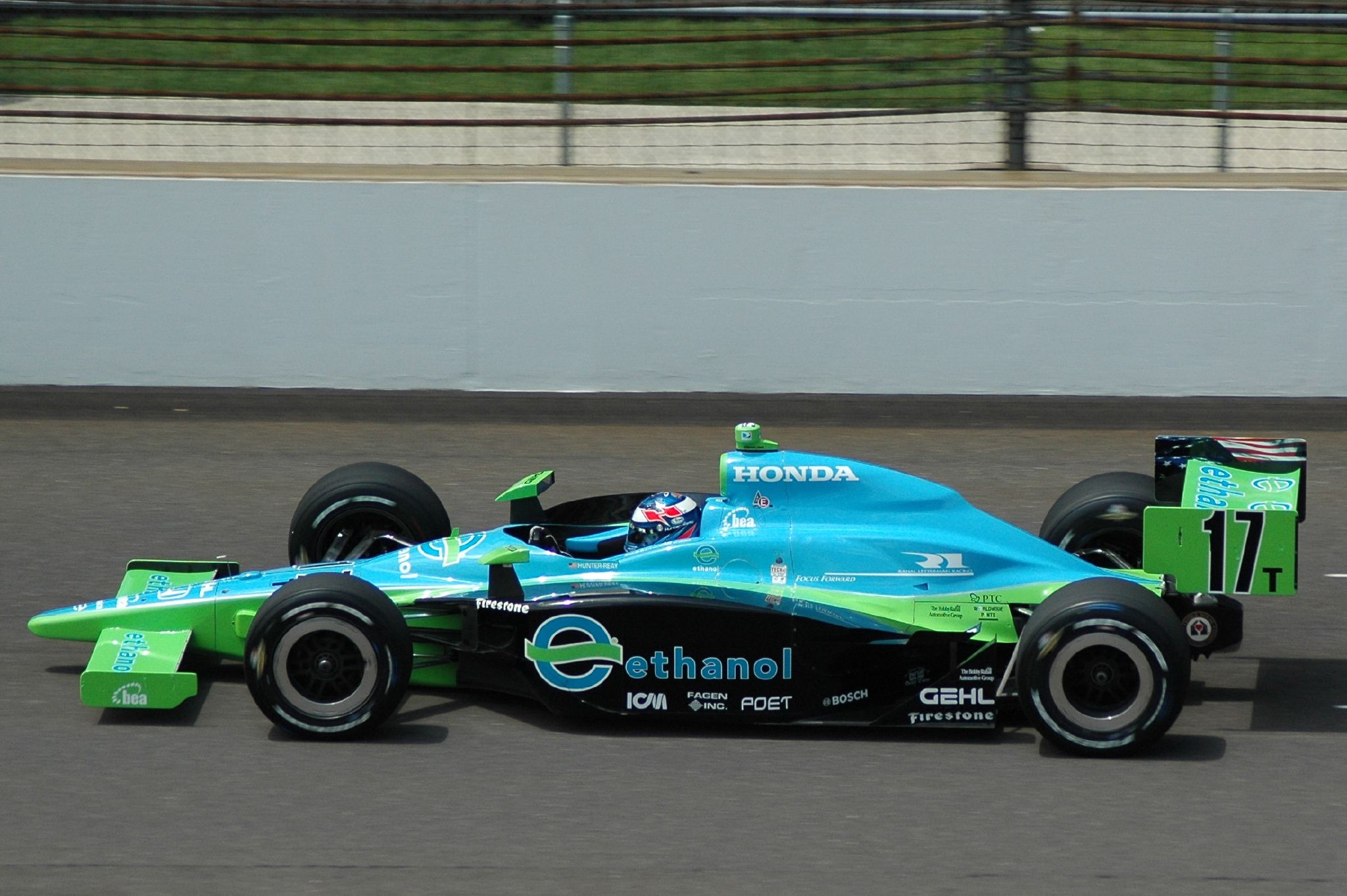
Ryan Hunter-Reay lors des essais des 500 miles d'Indianapolis 2008

Ryan Hunter-Reay, né le 17 décembre 1980 à Dallas au Texas, est un pilote automobile américain.

## Biographie

### Débuts
Vainqueur de plusieurs titres nationaux en karting, Ryan Hunter-Reay a commencé le sport automobile en 1999 en remportant le championnat de Skip Barber Formula Dodge. L'année suivante, il passe à l'échelon supérieur, la Barber Dodge Pro Series : meilleur débutant de l'année en 2000, il remporte deux victoires en 2001. En 2002, il intègre les rangs de la Formule Atlantique, l'antichambre du CART. Il termine seulement sixième du championnat mais remporte trois victoires qui attirent sur lui l'attention des observateurs.

### CART/Champ Car
En 2003, il est recruté par l'équipe American Spirit Team Johansson, une nouvelle écurie de CART fondée par l'ancien pilote de Formule 1 suédois Stefan Johansson. Dans une équipe au budget réduit et qui fait courir un matériel moyennement compétitif, Hunter-Reay séduit en parvenant ponctuellement à s'immiscer dans les premières lignes des grilles de départ. Après une probante troisième place sur le tracé routier de Mid-Ohio, il boucle même sa saison par une victoire dans les rues de Surfers Paradise en Australie à l'occasion d'une épreuve fortement perturbée par la pluie. Ce succès chanceux ne sauve pas le American Spirit Team Johansson de la faillite, mais Hunter-Reay, fort de la belle impression qu'il a laissé tout au long de sa première saison, parvient sans mal à se recaser chez Herdez Competition. Sur la lancée de sa fin de saison 2003, il réalise un beau début de saison 2004, marqué notamment par une victoire impériale (pole position et course en tête d'un bout à l'autre) sur l'ovale de Milwaukee. Mais la suite de sa saison s'avère moins probant.
En 2005, il change à nouveau d'équipe en rejoignant le Rocketsports Racing. Auteur d'une saison relativement terne, régulièrement dominé par son coéquipier allemand Timo Glock (dont c'est la première saison en Champ Car), il peine à confirmer les espoirs que ses débuts dans la discipline avaient fait naître.
Non retenu par Rocketsports, Ryan Hunter-Reay ne parvient pas à retrouver de volant en Champ Car pour le championnat 2006. Après plusieurs mois d'inactivité, il trouve un volant en Grand-Am et participe également à quelques manches du championnat A1 Grand Prix pour le compte de l'équipe des États-Unis fin 2006.

### IndyCar Series
En juillet 2007, il retrouve les grilles de départ d'un championnat de monoplace américain, mais cette fois en IndyCar Series chez Rahal Letterman Racing où il remplace son compatriote Jeff Simmons (en). Toujours chez RHR en 2008, il remporte au mois de juillet sur le circuit routier de Watkins Glen son premier succès en IndyCar Series.
En 2009, il rejoint Vision Racing pour six courses et signe une deuxième place au Grand Prix de St. Petersburg, il dispute le reste de la saison chez A. J. Foyt Enterprises où il ne décrochera plus de podiums.
Il réussit à rejoindre le Andretti Autosport en 2010 et y effectuera sa meilleure saison dans la discipline avec trois podiums, dont une victoire à Long Beach et termine à la septième place finale au classement général.
Lors de la saison 2011, il effectue un mauvais début de championnat mais se rattrape durant la deuxième moitié de saison, il y signe trois podiums, dont une victoire à Loudon et termine à la huitième place du classement général.
En 2012, Ryan Hunter Reay remporte le titre, succédant à Dario Franchitti. Il bat sur le fil l'Australien Will Power lors du final de la saison à Fontana, lors des 500 miles.
En 2013, Ryan Hunter-Reay, malgré 2 victoires, ne conserve pas son titre. La faute a une voiture moins performante, en particulier en seconde partie de saison, il ne finit le championnat qu'à la 7e place du classement général très loin derrière le champion Scott Dixon.

## Palmarès
- Champ Car World Series : 2 victoires (2003 et 2004)
- Rookie of the year du championnat IndyCar Series 2007
- Rookie of the year des 500 miles d'Indianapolis 2008
- IndyCar Series : champion 2012 (4 victoires)
- 2014 : Vainqueur des 500 miles d' Indianapolis

## Résultats aux 500 miles d'Indianapolis

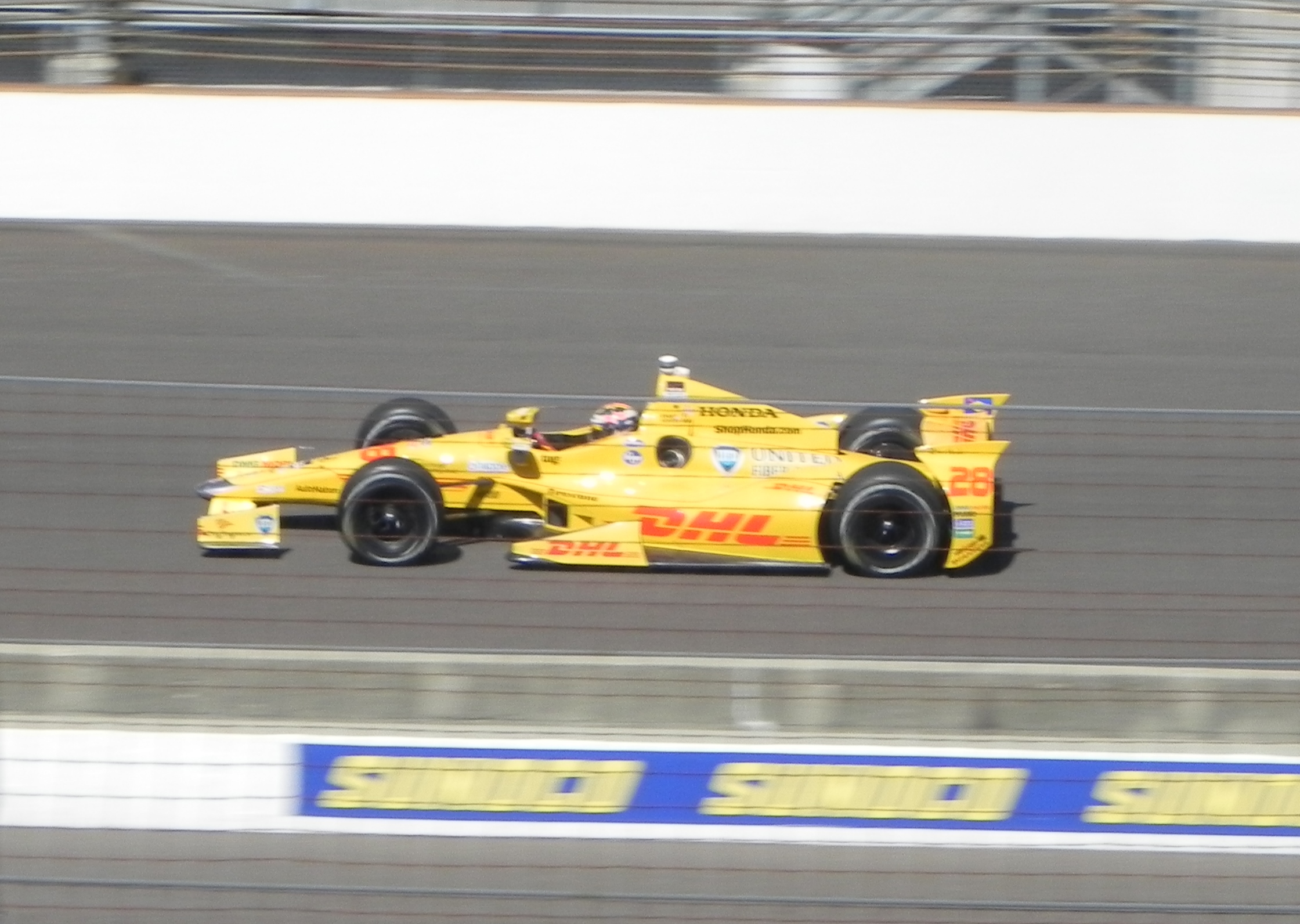
Hunter-Reay vainqueur sur la Dallara-Honda du Andretti Autosport team, lors de l'Indy 2014.

| Année | Châssis | Moteur    | Départ | Arrivée | Équipe                 |
| ----- | ------- | --------- | ------ | ------- | ---------------------- |
| 2008  | Dallara | Honda     | 20     | 6       | Rahal Letterman Racing |
| 2009  | Dallara | Honda     | 32     | 32      | Vision Racing          |
| 2010  | Dallara | Honda     | 17     | 18      | Andretti Autosport     |
| 2011  | Dallara | Honda     | DNQ    | DNQ     | Andretti Autosport     |
| 2011  | Dallara | Honda     | 33     | 23      | A. J. Foyt Enterprises |
| 2012  | Dallara | Chevrolet | 3      | 27      | Andretti Autosport     |
| 2013  | Dallara | Chevrolet | 7      | 3       | Andretti Autosport     |
| 2014  | Dallara | Honda     | 19     | 1       | Andretti Autosport     |
| 2015  | Dallara | Honda     | 16     | 15      | Andretti Autosport     |
| 2016  | Dallara | Honda     | 3      | 24      | Andretti Autosport     |
| 2017  | Dallara | Honda     | 10     | 27      | Andretti Autosport     |
| 2018  | Dallara | Honda     | 14     | 5       | Andretti Autosport     |
| 2019  | Dallara | Honda     | 22     | 8       | Andretti Autosport     |
| 2020  | Dallara | Honda     | 5      | 10      | Andretti Autosport     |
| 2021  | Dallara | Honda     | 7      | 22      | Andretti Autosport     |